# میدان هوایی بامیان
فرودگاه بامیان (به انگلیسی: Bamyan Airport) یک فرودگاه با کد یاتا BIN است. این فرودگاه در شهر بامیان کشور افغانستان قرار دارد. این فرودگاه داخلی زیر نظر وزارت حمل و نقل و هوانوردی افغانستان (MoTCA) است و به مردم ولایت بامیان خدمات‌رسانی می‌کند. امنیت داخل و اطراف فرودگاه توسط نیروهای امنیت ملی افغانستان تامین می‌شود.
این فرودگاه در ارتفاع ۸۴۱۵ فوتی (۲۵۶۵ متری) بالاتر از سطح متوسط دریا قرار دارد و دارای یک باند آسفالت به ابعاد ۷۲۱۷ در ۹۸ فوت (۲۲۰۰ متر × ۳۰ متر) است. این فرودگاه نسبت به قبل از سال ۲۰۱۴ توسعه یافته و بهبود یافته است.
این فرودگاه در کنار یک پایگاه نظامی بزرگ قرار دارد که تا آوریل ۲۰۱۳ به عنوان پایگاه عملیاتی پیشروی کیوی شناخته می‌شد و محل استقرار نیروهای ائتلاف از جمله ایالات متحده آمریکا، نیوزلند و مالزی و همچنین یک بخشی از پلیس اروپا (EUPOL) و آژانس‌های کمک‌رسانی مختلف، و پایگاه تیم بازسازی استانی نیوزلند (NZPRT) بود که توسط وزارت امور خارجه و تجارت نیوزیلند اداره می‌شد.

## شرکت‌های هواپیمایی و مقصدهای پروازی
| شرکت‌های هواپیمایی    | مقصدهای پروازی                  |
| -------------------- | ------------------------------- |
| ایست هوریزن ایرلاینز | میدان هوایی بین‌المللی حامد کرزی |